# Iomerê
Iomerê là một đô thị thuộc bang Santa Catarina, Brasil. Đô thị này có diện tích 114,735 km², dân số năm 2007 là 2558 người, mật độ 23,6 người/km².